# Уборка мусора
Уборка мусора (исп. La recogida) — мексиканская 34-серийная драма 1971 года производства Telesistema Mexicano.

## Сюжет
Алехандра — молодая девушка, сирота с рождения, была несколько лет тому назад удочерена состоятельными людьми, но злой рок преследует её, усыновители погибли в ДТП, в результате чего она вновь осиротела и её злой дядя по совету недругов сдаёт её в интернат для умалишённых. Там она встретила благородную и милую женщину, которая ей заменит маму.

## Создатели телесериала

### В ролях
- Мария Фернанда Айенса - Алехандра
- Сильвия Паскуэль - Алисия
- Сильвия Дербес - Нора Медрано
- Антонио Медельин - Луис Техеда
- Берта Мосс - Матильде
- Хорхе Кастильо
- Ада Карраско
- Энрике Беккер
- Питука де Форонда
- Пили Гонсалес
- Аурора Алькарано
- Марио Гонсалес
- Сокорро Авелар - Перфекта
- Норма Родригес

### Административная группа
- оригинальный текст: Хулио Портер
- оператор-постановщик: Хьюго Сервантес
- режиссёр-постановщик: Фернандо Вагнер
- продюсеры: Луис де Льяно Маседо, Валентин Пимштейн